# Johannes Franz Hartmann
Johannes Franz Hartmann (11 de enero de 1865 en Erfurt-13 de septiembre de 1936 en Gotinga) fue un astrónomo alemán. Trabajó principalmente con espectroscopia mediante la observación del efecto Doppler de Delta Orión, encontró los primeros indicios de la presencia del medio interestelar, además de descubrir tres asteroides durante su estancia en Argentina.

## Biografía
Hartmann estudió en Tubinga, Berlín y Leipzig, donde en esta última se Doctora en 1891. Durante sus estudios fue miembro de la unión de estudiantes católicos A.V. Guestfalia Tübingen. Es nombrado asistente en el observatorio de la Universidad de Leipzig hasta 1896, con una interrupción en 1892 donde participa en el Observatorio Kuffner en Viena.

### 1896-1909: Periodo en Potsdam
El 1.º de noviembre de 1896 ingreso en el observatorio del Instituto de Astrofísica de Potsdam (creado 20 años antes) donde trabajo como profesor hasta 1909, además de realizar diversos estudios sobre instrumental para astronomía o astrofísica, donde entre ellos se destacan:
- Descubrimiento del medio interestelar.[5]
- El "método de Hartmann", para el examen de espejos y lentes.
- Trabajos sobre el perfeccionamiento del espectrógrafo.
- La "fórmula de interpolación de Hartmann", para la medición y reducción de espectros.
- El "espectrocomparador de Hartmann", acreditado como un instrumento muy eficaz.
- El "microfotómetro de Hartmann", que facilitó en alto grado la aplicación práctica de la fotometría fotográfica.
- Trabajos sobre el sistema de longitudes de onda, que con su crítica al sistema de Rowland, contribuyó a la creación del "International Union for Cooperation in Solar Research".[6]

### 1909-1921: Periodo en Gotinga
En 1907 fallece Vogel, director del observatorio del Instituto de Astrofísica de Potsdam, por lo que el gobierno pretendía nombrar a Hartmann o a Schwarzschild para ocupar el puesto, finalmente decantándose por este último, quien fuera director del observatorio de la Universidad de Gotinga. Dada la vacante que dejó Schwarzschild con esta designación, le fue entregada la dirección del Observatorio de Gotinga a Hartmann.
En esta institución no logró seguir desarrollando publicaciones, ya que sus trabajos de investigación se vieron afectados en el tiempo que podía dedicarles, dado que estaba a cargo de instrucción a estudiantes, vigilancia de tesis, y de vez en cuando ejercer el decanato de la facultad. Todo esto, sumado al instrumental poco moderno con el que contaba la institución, y el reducido número de personal para acompañarle en las tareas.
En este periodo a pesar de no contar con el tiempo y el instrumental necesario, se pueden destacar las siguientes investigaciones:
- Tablas de sistemas de longitudes de onda.
- Observaciones sobre zonas de absorción en el espectro de las estrellas de hidrógeno.
- La invención de un fotómetro de superficie.[1]
- Estudios sobre los instrumentos astronómicos del cardenal Nicolás de Cusa.

### 1921-1934: Periodo en La Plata
En 1921 se traslada a la Argentina para ocupar el puesto de director del Observatorio Astronómico La Plata, cargo que ocupó hasta 1934 cuando a causa de una grave enfermedad volvió a Gotinga, donde falleció dos años más tarde.
Durante su gestión es reorganizado el servicio sísmico, comenzando la publicación de las "Contribuciones Geofísicas", también trabajo en proveer al telescopio reflector Gautier de un nuevo espejo y espectrógrafo. Enriqueció el instrumental del observatorio con la adquisición de diversos instrumentos auxiliares e inició las observaciones de latitud para controlar el movimiento del polo.
Por ser director del observatorio, era miembro del Consejo Superior de la Universidad de La Plata, siendo Guarda Sellos de la misma. Le correspondía además, actuar como vocal para el Consejo Nacional de Observatorios. Apoyó decididamente a la Asociación Argentina Amigos de la Astronomía, publicando artículos y notas en su Revista Astronómica.
Siguió trabajando en sus estudios y observaciones durante su periodo en Argentina, y son de destacar sus publicaciones sobre:
- Descubrimiento de 3 Asteroides.
- Las observaciones sobre Eros.
- Observaciones sobre Nova Pictoris.
- La teoría sobre las estrellas nuevas.
- Estudios sobre el calendario.
- Contribuciones a la geofísica.
- Trabajos sobre las longitudes sudamericanas.

## Asteroides descubiertos
| (965) Angélica  | 4 de noviembre de 1921 |
| (1029) La Plata | 28 de abril de 1924    |
| (1254) Erfordia | 10 de mayo de 1932     |

## Cantidad de Publicaciones
Cantidad de publicaciones agrupadas por medio de publicación.
| Colección                                                    | Abreviatura | Cantidad |
| ------------------------------------------------------------ | ----------- | -------- |
| Astronomische Nachrichten, Kiel                              | A. N.       | 85       |
| Vierteljahrsschrift der Astronomischen Gesellschaft, Leipzig | V. J. S.    | 19       |
| The Astrophysical Journal, Chicago                           | Ap. J.      | 19       |
| Revista Astronómica, Buenos Aires                            | Rev. Astr.  | 18       |

## Eponimia
- El cráter lunar Hartmann lleva este nombre en su memoria.